# Tychero
Tychero (griechisch Τυχερό (n. sg.)) ist eine Stadt in der nordostgriechischen Region Ostmakedonien und Thrakien. Sie liegt nahe dem Fluss Evros, der die Grenze zur Türkei bildet. Westlich der Stadt verläuft die Nationalstraße Ethniki Odos 51. Im Jahr 2011 hatte die Stadt 2311 Einwohner.
Im Osmanischen Reich hieß Tychero Bıdıklı (Griechisch: Μπίντικλι). Nach den Balkankriegen (1912–1913) wurde es Teil Bulgariens, und 1920 Teil Griechenlands. Dann wurde es in Tychio umbenannt. Den heutigen Namen Tychero trägt die Stadt seit 1953. Im März 2006 war die Stadt von Überflutungen betroffen.
Die Lebensbedingungen im Auffanglager Tychero standen unter anderem im Jahr 2015 in der Kritik.